# زيارة شي جين بينغ لروسيا 2023
في 20-22 مارس 2023، زار شي جين بينغ، الأمين العام للحزب الشيوعي الصيني والرئيس الصيني، روسيا، في أول اجتماع دولي له منذ إعادة انتخابه كرئيس خلال المؤتمر الوطني لنواب الشعب عام 2023. التقى بالرئيس الروسي فلاديمير بوتين على الصعيدين الرسمي وغير الرسمي. وهو أيضا أول اجتماع دولي لفلاديمير بوتين منذ أن أصدرت المحكمة الجنائية الدولية مذكرة بالقبض عليه. ومن أهم أهداف هذه الزيارة: التعاون الاقتصادي وتعزيز "النظام العالمي" الجديد.

## خلفية
قبل أسابيع قليلة من زيارة شي جين بينغ، أصدرت الصين ورقة تحدد مواقفها فيما يتعلق بخفض التصعيد والتسوية السياسية للصراع في أوكرانيا. جاءت الزيارة بعد أيام فقط من فوز الصين بنصر دبلوماسي كبير، حيث أدت جهودها إلى تقريب إيران والمملكة العربية السعودية واستعادة علاقاتهما الدبلوماسية.
بعد ساعات من الإعلان عن زيارة شي جين بينغ لروسيا، أصدرت المحكمة الجنائية الدولية أمرًا بالقبض على فلاديمير بوتين.
قبل الزيارة، نشر شي جين بينغ وفلاديمير بوتين مقالات منفصلة؛ وقال شي إن اقتراح الصين بإنهاء الحرب الروسية الأوكرانية يعكس الرأي العام العالمي. وقال بوتين إنه يعلق آمالا كبيرة على زيارة "صديقه الطيب القديم".

## الزيارة
في صباح يوم 20 مارس، وصل شي جين بينغ إلى مطار فنوكوفو في موسكو. في 21 مارس، التقى مع فلاديمير بوتين.
خلال زيارة شي جين بينغ، قال فلاديمير بوتين إن روسيا مستعدة لمناقشة مبادرة الصين لإنهاء الصراع في أوكرانيا، مضيفًا أنه نظر في مقترحات الصين لحل النزاع الأوكراني وأنه ينظر إليها باحترام.

## الاستقبال
كان اجتماع شي جين بينغ مع بوتين يُنظر إليه على أنه انتصار للعلاقات العامة للرئيس الروسي وسط عزلته المتزايدة. بالنسبة للصين، كان الاجتماع بمثابة لفتة رمزية لرفض بكين الانصياع للهيمنة الأمريكية. دعا بوتين وشي جين بينغ بعضهما البعض "الأصدقاء الأعزاء" وكانت لغة جسدهم ودودة. وأشاد بوتين بالخطة وألقى باللوم على أوكرانيا والغرب لرفضها.

## تفاعلات

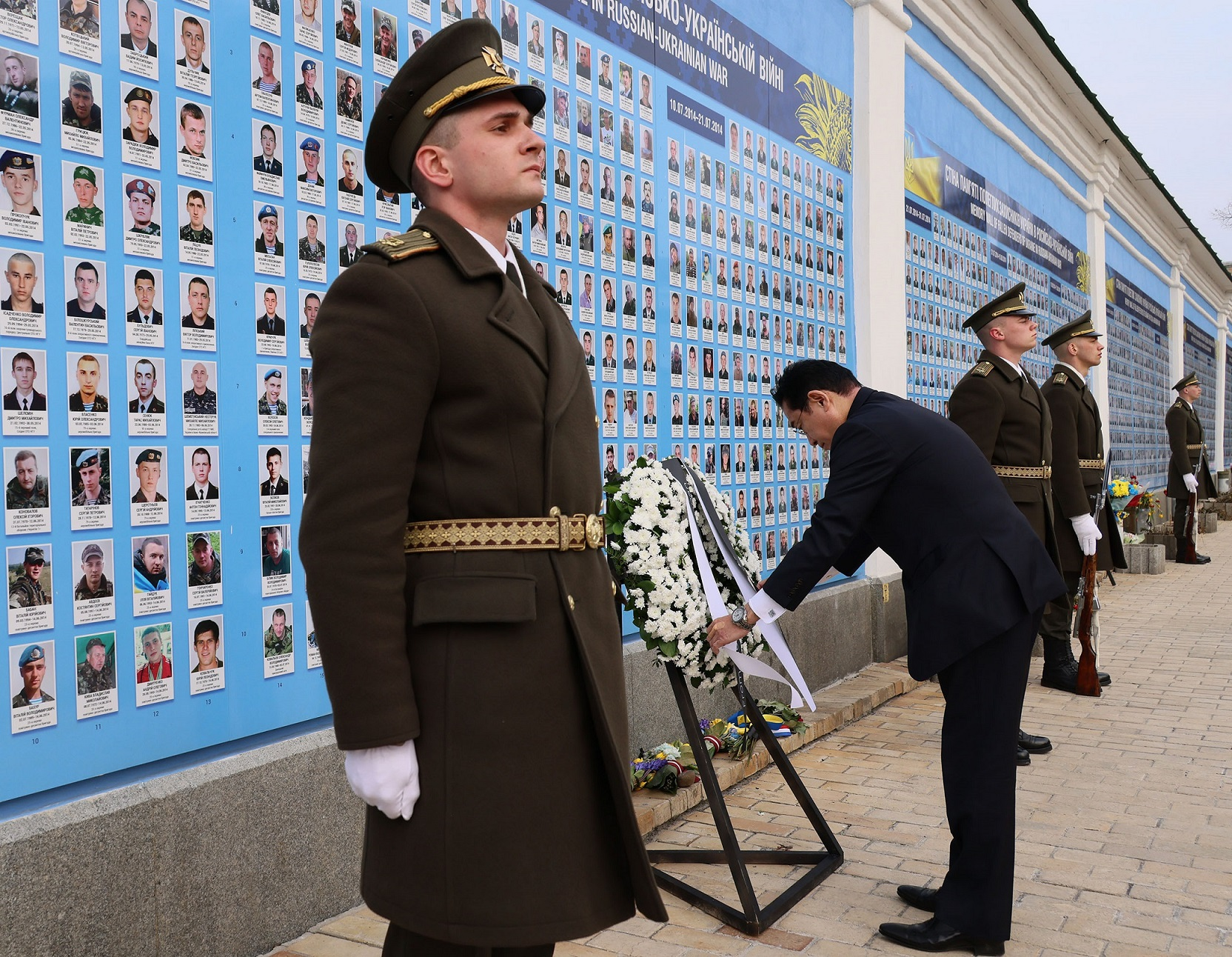
فوميو كيشيدا في جدار إحياء ذكرى ضحايا سقوط أوكرانيا بالقرب من ساحة ميخايليفسكا في كييف في 21 مارس 2023

في نفس يوم هذا الحدث، زار رئيس الوزراء الياباني فوميو كيشيدا الرئيس الاوكراني فولوديمير زيلينسكي في كييف وزار بوتشا، موقع مذبحة عام 2022. كما صرح كيشيدا أن عدوان روسيا على أوكرانيا ليس مجرد مسألة أوروبية، ولكنه تحد لقواعد ومبادئ المجتمع الدولي بأسره.
- العلاقات بين الصين وروسيا
- الصين خلال الحرب الروسية الأوكرانية